# Арлі (Монтана)
Арлі (англ. Arlee) — переписна місцевість (CDP) в США, в окрузі Лейк штату Монтана. Населення — 720 осіб (2020).

## Географія
Арлі розташоване за координатами 47°10′5″ пн. ш. 114°5′1″ зх. д. / 47.16806° пн. ш. 114.08361° зх. д. (47.168088, -114.083645).  За даними Бюро перепису населення США в 2010 році переписна місцевість мала площу 16,75 км², з яких 16,75 км² — суходіл та 0,01 км² — водойми.

## Демографія
Згідно з переписом 2010 року, у переписній місцевості мешкало 636 осіб у 255 домогосподарствах у складі 165 родин. Густота населення становила 38 осіб/км².  Було 297 помешкань (18/км²).
Расовий склад населення:
| - 47,8 % — корінних американців - 44,7 % — білих - 1,3 % — азіатів |

До двох чи більше рас належало 6,1 %. Частка іспаномовних становила 6,1 % від усіх жителів.
За віковим діапазоном населення розподілялося таким чином: 29,4 % — особи молодші 18 років, 57,5 % — особи у віці 18—64 років, 13,1 % — особи у віці 65 років та старші. Медіана віку мешканця становила 37,1 року. На 100 осіб жіночої статі у переписній місцевості припадало 91,6 чоловіків;  на 100 жінок у віці від 18 років та старших — 89,5 чоловіків також старших 18 років.
Середній дохід на одне домашнє господарство  становив 60 174 долари США (медіана — 33 587), а середній дохід на одну сім'ю — 78 949 доларів (медіана — 50 385). Медіана доходів становила 61 000 доларів для чоловіків та 30 938 доларів для жінок. За межею бідності перебувало 22,7 % осіб, у тому числі 33,2 % дітей у віці до 18 років та 17,4 % осіб у віці 65 років та старших.
Цивільне працевлаштоване населення становило 249 осіб. Основні галузі зайнятості: освіта, охорона здоров'я та соціальна допомога — 22,9 %, публічна адміністрація — 21,7 %, мистецтво, розваги та відпочинок — 14,9 %, роздрібна торгівля — 8,4 %.